# 전장범선

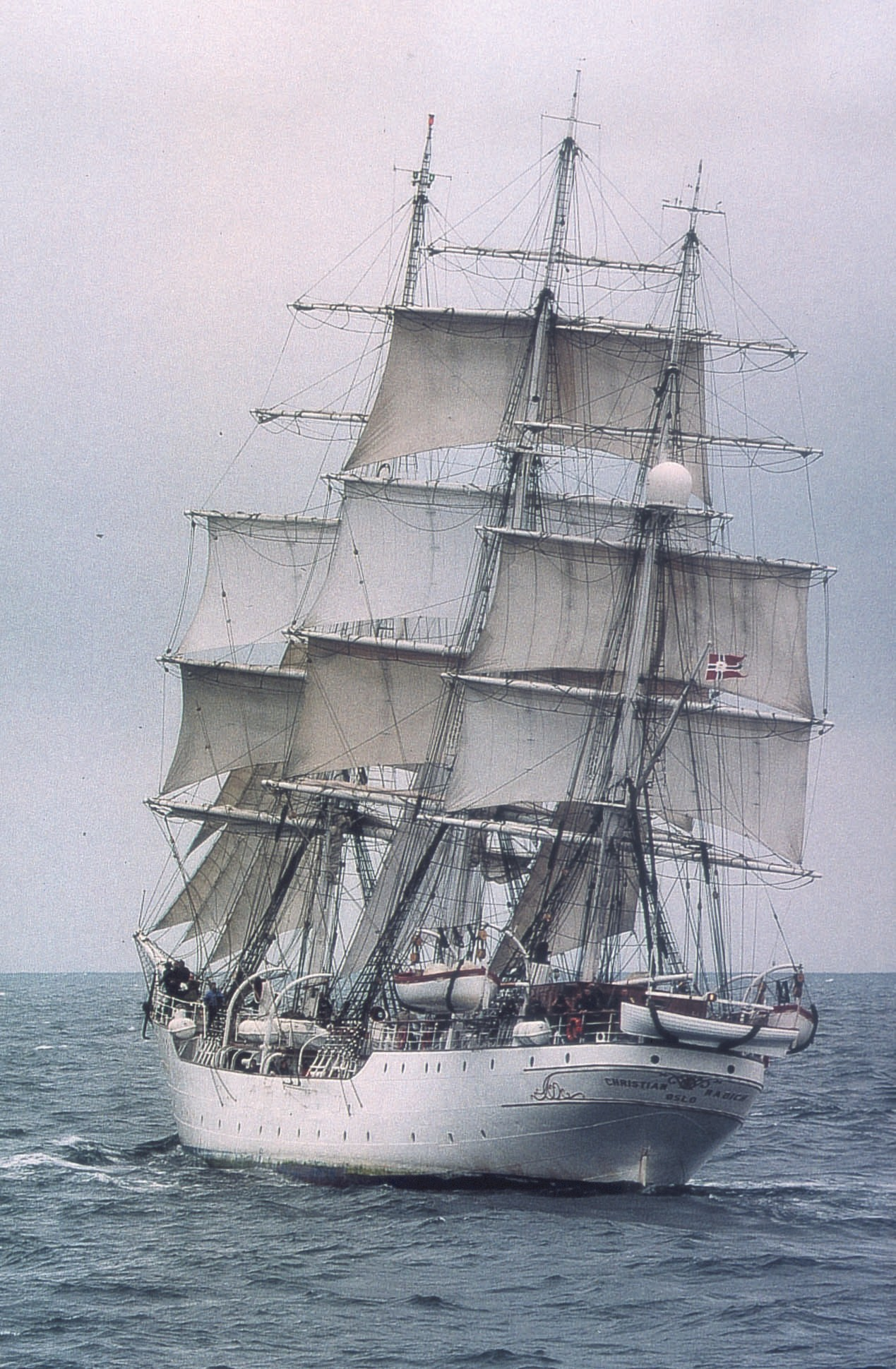

전장범선(full-rigged ship)은 3개 이상의 돛대를 가지고, 모든 돛이 가로돛인 범선이다.
18세기에서 19세기 사이에는 이 배를 스쿠너, 바크, 바컨틴, 브리그 등의 다른 함급과 구분하기 위해 "쉽"이라는 말이 잘 사용되지 않았다. 대신 "프리깃" 또는 "프리깃 리그"(frigate rig)라는 말을 사용해 쉽을 지칭하였다.
쉽의 돛대는 뱃머리에서 선미 방향으로
- 앞돛대가 두 번째로 높다.
- 주돛대가 가장 높다.
- 뒤돛대가 세 번째로 높다.
- 보조돛개는 없을 수도 있지만 만약 있다면 가장 낮다.

쉽의 범장도.

## 같이 보기
- 돛